# Aphanoascus canadensis
Aphanoascus canadensis är en svampart som tillhör divisionen sporsäcksvampar, och som beskrevs av Randolph S. Currah. Aphanoascus canadensis ingår i släktet Aphanoascus, och familjen Onygenaceae. Arten är reproducerande i Sverige.